# Galina Koelakova
Galina Aleksejevna Koelakova (Russisch: Галина Алексеевна Кулакова) (Logachi (Oedmoertse Autonome Socialistische Sovjetrepubliek), 29 april 1942) 
Haar grootste successen behaalde ze tijdens de Olympische Spelen van 1972 in Sapporo, waar ze met drie gouden medailles samen met Ard Schenk de meest succesvolle deelnemer was. Tijdens de Spelen van 1976 werd ze gediskwalificeerd op de 5 km omdat ze positief testte voor efedrine. Dat zou in een neusspray hebben gezeten. Ze mocht daarom wel meedoen op de estafette, waarop ze vervolgens met het team van de Sovjet-Unie olympisch kampioen werd.

## Resultaten

### Olympische Spelen
| Jaar | Plaats      | Resultaten                            |
| ---- | ----------- | ------------------------------------- |
| 1968 | Grenoble    | 4x5 km estafette · 5 km               |
| 1972 | Sapporo     | 5 km · 10 km · 4x5 km estafette       |
| 1976 | Innsbruck   | DSQ 5 km · 10 km · 4x5 km estafette · |
| 1980 | Lake Placid | 4x5 km estafette                      |

1964: Klavdija Bojarskich ·
1968: Toini Gustafsson ·
1972: Galina Koelakova ·
1976: Helena Takalo ·
1980: Raisa Smetanina ·
1984: Marja-Liisa Hämäläinen ·
1988: Marjo Matikainen ·
1992: Marjut Lukkarinen ·
1994: Ljoebov Jegorova ·
1998: Larisa Lazoetina
1952: Lydia Wideman ·
1956: Ljoebov Kosireva ·
1960: Maria Goesakova ·
1964: Klavdija Bojarskich ·
1968: Toini Gustafsson ·
1972: Galina Koelakova ·
1976: Raisa Smetanina ·
1980: Barbara Petzold ·
1984: Marja-Liisa Hämäläinen ·
1988: Vida Vencienė ·
1992: Ljoebov Jegorova ·
1994: Ljoebov Jegorova ·
1998: Larisa Lazoetina ·
2002: Bente Skari ·
2006: Kristina Šmigun ·
2010: Charlotte Kalla ·
2014: Justyna Kowalczyk ·
2018: Ragnhild Haga ·
2022: Therese Johaug
1956: Polkunen, Hietamies, Rantanen ·
1960: Johansson, Strandberg, Ruthström ·
1964: Koltsjina, Meksjilo, Bojarskich ·
1968: Aufles, Enger-Damon, Mørdre ·
1972: Moechatsjeva, Oljoenina, Koelakova ·
1976: Baldytsjeva, Amosova, Smetanina, Koelakova ·
1980: Rostock, Anding, Hesse-Schmidt, Petzold ·
1984: Nybråten, Jahren, Pettersen, Aunli ·
1988: Nagejkina, Gavriljoek, Tichonova, Reztsova ·
1992: Jegorova, Välbe, Smetanina, Lazoetina ·
1994: Jegorova, Välbe, Gavriljoek, Lazoetina ·
1998: Lazoetina, Danilova, Gavriljoek, Välbe ·
2002: Henkel, Bauer, Künzel, Sachenbacher ·
2006: Baranova, Koerkina, Tsjepalova, Medvedeva ·
2010: Skofterud, Johaug, Steira, Bjørgen ·
2014: Ingemarsdotter, Wikén, Haag, Kalla ·
2018: Østberg, Jacobsen, Haga, Bjørgen ·
2022: Stoepak, Neprjajeva, Sorina, Stepanova